# La cumbia de los trapos

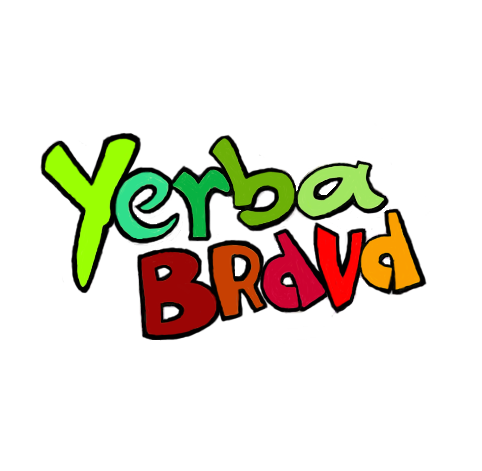
La cumbia de los trapos está incluida en el primer disco de estudio de Yerba Brava

La cumbia de los trapos es una popular canción de la banda de cumbia villera Yerba Brava incluida en su primer disco de estudio denominado "Cumbia villera" del año 2000, su lanzamiento fue un éxito, alcanzando el disco de platino y convirtiendo a la banda en un fenómeno social de la época.
La canción es considerada como uno de los mayores éxitos de la agrupación, contando con más de 60 millones de reproducciones en plataformas como spotify y siendo una de sus canciones más escuchadas en las diversas plataformas digitales.
La Cumbia de los trapos está incluida en el primer disco de la Banda Yerba Brava
El tema fue adoptado como un himno infaltable por todas las hinchadas del país e incluso de varios paises de sudamérica. Ya que la canción expresa el sentimiento compartido por los fanaticos del fútbol de alentar a su equipo y compartir con otros hinchas, además de transmitir a la perfección la sensacion de fiesta que se experimenta en la región durante un partido de fútbol.
Al estar tan relacionada con el futbol, la banda ha interpretado esta canción en muchas de previas de partidos importantes1, como por ejemplo la final del mundial de Qatar 2022 entre la Seleccion Argentina y Francia ,la final de la copa libertadores 2023 entre Boca Juniors y Fluminense y el deportivo Toluca cuando tocan previo al inicio del partido desde el 2023
La canción está en una tonalidad de Sol Menor (Gm), en una escala natural menor. Los versos iniciales de la canción cuentan con los acordes de Sol menor, Fa y Do menor. Mientras que el estribillo contiene un Si bemol, Fa, Do menor y Sol menor.
El ritmo en términos de tempo puede considerarse un Marcia Moderato de aproximadamente 85bpm
Durante sus interpretaciones, los instrumentos más utilizados por la banda son el teclado, el Güiro (para dotar a la canción del ritmo característico de la cumbia), batería acústica o electrónica, el bajo eléctrico y la voz.
https://www.infobae.com/teleshow/2023/11/04/la-historia-de-yerba-brava-la-banda-de-cumbia-que-le-pondra-musica-a-la-final-de-la-copa-libertadores/
 https://elcomercio.pe/respuestas/que/la-cumbia-de-los-trapos-de-que-modo-el-tema-de-yerba-brava-fue-adoptado-por-jugadores-e-hinchas-de-boca-tdex-revtli-noticia/
 https://www.clarin.com/deportes/-cumbia-trapos-clasico-musica-popular-seleccion-argentina-levanto-copa-mundo-lusail_0_d1xJxq9xYH.html
 https://www.cmtv.com.ar/biografia/show.php?bnid=2617&banda=Yerba_Brava
 https://www.wikiwand.com/es/articles/Yerba_Brava